# Oublier Cheyenne
Pour plus de détails, voir Fiche technique et Distribution.
Oublier Cheyenne est un film français de Valérie Minetto, réalisé en 2005 et sorti le 22 mars 2006 en France.

## Synopsis
Cheyenne et Sonia s'aiment et sont heureuses. Mais Cheyenne, jeune journaliste en fin de droit, révoltée par sa situation et ne voulant dépendre de personne, décide de mener une vie solitaire à la campagne, sans Sonia. Celle-ci, professeur de physique chimie 
ne peut et ne veut pas renoncer à son confort, même pour celle qu'elle aime, pensant son combat perdu d'avance et voulant continuer à vivre dans cette société. Cheyenne, partagée entre ses convictions et la femme qu'elle aime, va devoir choisir,...

## Fiche technique
- Titre : Oublier Cheyenne
- Réalisation : Valérie Minetto
- Scénario : Valérie Minetto et Cécile Vargaftig
- Image : Stéphan Massis
- Son : Éric Boisteau
- Montage : Tina Baz-Le Gal
- Décors : Irène Galitzine
- Costumes : Caroline Tavernier
- Musique : Christophe
- Production : Bandonéon
- Format : couleur - 1,85:1 - 35 mm
- Date de sortie : 22 mars 2006 (France)
- Durée : 90 minutes (1 h 30)

## Distribution
- Mila Dekker : Cheyenne
- Aurélia Petit : Sonia
- Malik Zidi : Pierre
- Laurence Côte : Édith
- Guilaine Londez : Béatrice
- Éléonore Michelin : Sandy
- Miglen Mirtchev : Vladimir
- Pierre Hiessler : Le collègue
- Amine Najibi : L'élève